# غرام ميتيا
غرام ميتيا هي رواية قصيرة للكاتب الروسي الحائز على جائزة نوبل، إيفان بونين، كتبها عام 1924 ونُشرت لأول مرة في العددين الثالث والعشرين والرابع والعشرين من مجلة سوفريمينيه زابيسكي الأدبية التي تصدر في باريس عام 1925. كما ضُمّنت الرواية في مجموعة قصص قصيرة وروايات صدرت في نفس العام في فرنسا، والتي حملت اسم الرواية نفسها.  كما ظهرت في (وأعطت العنوان) مجموعة من الروايات والقصص القصيرة التي نُشرت في نفس العام في فرنسا.

## الخلفية
بدأ بونين العمل على «غرام ميتيا» في مدينة غراس صيف عام 1924. خلال الكتابة، كانت خطوط الحبكة تتغير باستمرار. النسخة الأولى (بتاريخ 3 يونيو 1924 حسب فيرا مورومتسيفا) تحكي قصة «السقوط الأخلاقي» لشاب تعرض للانحطاط والفضيحة على يد عامل قروي محلي. ظهر موضوع حب ميتيا لكاتيا لاحقًا وأصبح الموضوع الرئيسي للرواية. احتوت بعض النسخ على تفاصيل كثيرة عن الحياة الريفية، وزواج أليونكا المقترح، والحياة البوهيمية في موسكو التي وقعت فيها كاتيا ضحية، لكن معظم هذه الفروع الفرعية حُذفت لاحقًا. بعض المسودات المتعلقة بعلاقة الشخصية الرئيسية بمعلمة القرية جانكا شكّلت حبكة قصة قصيرة بعنوان «أبريل». وقصة أخرى مشتقة بعنوان «المطر» كانت تهدف إلى توضيح بالتفصيل سلسلة الأحداث التي أدت إلى انتحار بتيّا (وهو اسم البطل في هذه النسخة). أكمل بونين هذه القصة في 7 يونيو 1924، ثم عاد بعد يومين إلى العمل الأساسي وضم نسخة معدلة قليلاً من قصة «المطر» إليه. في النسخة النهائية من الرواية، تشكل هذه القصة الفصلين الثامن عشر والتاسع عشر. آخر نسخة معروفة من المخطوط مؤرخة في 27 سبتمبر (14 بالتقويم القديم) 1924.
في رسائلها المؤرخة في 8 مارس و16 سبتمبر 1959، أخبرت فيرا مورومتسيفا-بونينا المراسل ن. سميرنوف أن نموذج شخصية ميتيا كان جزئيًا من ابن أخ بونين، نيكولاي بوشيشنيكوف، الذي عانى من قصة حب تعيسة مشابهة، وجزئيًا (وبدرجة أكبر في المظهر العام) من شقيقه بيتيا، الصياد المتحمس.
وقالت: "أما بالنسبة للعنوان، ففي صيف ذلك العام [1924] زار مدينة غراس فتى يدعى ميتيا، وهو ابن مالك أرض غني، أرستقراطي روسي شاب هادئ ومنطوي وواعي بنفسه. تخيل إيفان أليكسييفيتش على الفور كيف يمكن لشخص كهذا أن يُغوى إلى فعل خطأ من قبل زعيم القرية (ستارستا) – بدافع بسيط هو انتزاع زجاجة فودكا منه، وهكذا بدأت الرواية."
كان هناك أيضًا تفاصيل ذاتية أخرى في الكتاب. كانت شاخوفسكوي في الحقيقة كولونتاييفكا، وهي إحدى الضيعات المجاورة لضياعة بونين. تذكرت غالينا كوزنتسوفا في يوميات غراس قائلة:
"في ضيعة كولونتاييفكا المجاورة، حسب بونين، كان هناك ممر من أشجار الصنوبر، وفي أحد فصول الصيف كان هذا الممر يعج بعطور الياسمين الخاصة... قال لي: 'هذا الممر أخذته معي لأدخله لاحقًا في رواية غرام ميتيا — وكان لذلك تأثير حزين ومأساوي جدًا!' أتذكر قوله ذلك."
مرة واحدة على الأقل تم تعديل الرواية دون موافقة مؤلفها. تذكر الشاعر الليتواني كوستاس كورساكاس، في حديث معه، كيف أن الترجمة الإيطالية غيّرت نهاية الرواية إلى شيء أكثر تفاؤلاً، بحيث "بدلاً من أن ينتحر الفتى، يجعلونه يحقق حبه بالكامل". سخر بونين بشدة من هذا "الركام من التفاؤل الرسمي الذي أُضيف إلى روايته بواسطة مترجم من نظام فاشي."

## الاستقبال النقدي
عند صدورها، حظيت الرواية بإشادة واسعة من النقاد والكتّاب الأوروبيين. كتب الكاتب والمؤرخ الأدبي الدانماركي جورج براندس:
"قرأت غرام ميتيا بالفرنسية وشعرت بحماس شديد. أدهشني كيف يتم فحص أعماق الحب بدقة متناهية، ولا يسعني إلا أن أعبر عن سروري."
أما الشاعر والروائي الفرنسي هنري دي رينيه، فاعتبر غرام ميتيا من أفضل نماذج الأدب الروسي الكلاسيكي، وقال:
"كتاب بونين الرائع هو عمل لأحد أساتذة الرواية الروسية القديمة — النوع الذي ازدهر في أزمنة كانت فيها روسيا وطن تولستوي وتورغينيف... بونين، رغم خصوصياته، ينتمي إلى هذه العائلة من الأساتذة ذوي الجودة العالية."
وأرسل الشاعر الألماني راينر ماريا ريلكه رسالة إلى مجلة روسكايا ميسل، حيث حلل فيها منهجيًا تصرفات ودوافع الشخصية الرئيسية، وقال:
"كاتيا الحبيبة، تلك الرقيقة والحساسة، تقدم له لأول مرة نظرة تشبه نظرة الحيوان البري الذي يعرف كل شيء بشكل لاواعي. بمجرد أن يتخلى عن من يحب، عليه أن يملأ هذه الامتدادات اللامادية اللانهائية، تلك السعادة السماوية الخاصة، بمادة من العالم الذي يعرفه ويحبّه. عندما يفقد كاتيا، يفقد العالم معها؛ ويبقى بلا شيء سوى العدم (néant)، فيختار الموت بشجاعة ومنطق. كانت هناك فرصة ضئيلة بالفضول (وأستخدم هذا المفهوم المتواضع بوعي هنا) لمعرفة ما كان قد يتبع هذه الهجمة من اليأس، ربما كانت ستنقذه. المشكلة أنه وضع عالمه كله، المعروف والمرئي، على تلك القارب الصغيرة المغادرة المسماة 'كاتيا'... وعلى هذا القارب أبحر العالم بعيدًا عنه."
كان هناك بعض النقد، جاء في الغالب من الروس المقيمين في باريس. بعد أن قرأ الجزء الأول فقط من الرواية، أرسل فلاديسلاف خوداسيفيتش رسالة إلى مجلة سوفريمينيه زابيسكي، حيث جادل قائلاً إن "بونين على ما يرام عندما لا يقع في وصفته المفضلة: 1% سوناتا كرويتزر و100% ماء نقي".  وأشار الباحث في أعمال بونين، ف. لافروف، إلى أن الناقد انغمس كثيرًا في سيل سخريته حتى غاب عنه أن المجموع الكلي وصل إلى 101% بطريقة ما.
كان رد زينايدا جيبيوس على رواية بونين أكثر دقة وأقل تعاطفًا. فقد كتبت سلسلة من المقالات بعنوان «عن الحب» كانت تنوي نشرها في مجلة سوفريمينيه زابيسكي. قارنت جيبيوس الرواية برواية غوته الشهيرة أحزان الشاب فيرتر ورواية الكاتب الفرنسي شارل ديرين غابي حبي. واعتبرت أن شخصية ميتيا ككائن ذكي تكاد تكون غير موجودة، إذ لا يمتلك وعيًا أكثر من طبيعة الربيع وأشجار الكرز البيضاء وعمق الأرض التي يتنفسها. كما رأت أن حلقة أليونكا في الرواية غير معقولة ولا تتوافق مع مشاعر ميتيا تجاه كاتيا.
عندما اطلع بونين على مقالات جيبيوس، كما يذكر المحرر مارك فيشنياك، فقد أعصابه ومنع فعليًا نشرها في المجلة. ومع ذلك، نُشرت اثنتان من مقالاتها لاحقًا في صحيفة بوسليدني نوفوستي عام 1925 بعنوان «الحب والعقل» و«الحب والجمال».
في مقاله بعنوان «ملاحظات عن تولستوي: بونين وتولستوي» (نُشر في مجلة سوفريمينيه زابيسكي بباريس عام 1936، المجلد 60، الصفحتان 280-281)، قارن الكاتب والمؤرخ بيوتر بيتسيلي رواية غرام ميتيا برواية ليو تولستوي «الشيطان» وعلّق على العديد من أوجه التشابه بينهما.
في رسالة مؤرخة بتاريخ 17 مارس 1936، كتب بونين:
"عزيزي بيوتر ميخايلوفيتش، حدث أنني لم أقرأ أبدًا رواية 'الشيطان'... ومن بعض المقاطع فيها التي تشبه وصفي لموعد ميتيا وأليونكا، علمت فقط من مقالك. كيف نفسر هذه التشابهات اللافتة؟ الأمر بسيط جدًا. نحن نأتي عمليًا من نفس المكان، وطُرق القرية... في ضيعاتنا كانت متشابهة جدًا. يبدو أننا استعرنا بعض التفاصيل 'الكلاسيكية' المتعلقة بهذا الأمر المسمى 'التحضير' أو 'الاستدراج'. بالنسبة لي، مشهد ميتيا وهو يواعد أليونكا التي جرى استدراجها بواسطة زعيم القرية (ستارستا) يشعر وكأنه لوحة ثابتة، أو حياة ساكنة تقريبًا. فهذه كانت قصة أحد أبناء إخوتي وسقوطه، واقتبست جزئيًا من روايته التي، بالمناسبة، لم يكن فيها أي شيء مأساوي على الإطلاق."
يبدو أن بيتسيلي لم يكن مقتنعًا تمامًا. ففي رسالة كتبها بونين بتاريخ 5 أبريل 1936، أشار إلى أن اقتراح بعض الناس بأن رواية غرام ميتيا أقرب إلى أسلوب إيفان تورغينيف في النثر كان أكثر واقعية. أما عن أسلوب تولستوي في الكتابة، فأوضح بونين أنه "لا توجد فيه أي علامة واحدة تشبه ذلك بأي شكل من الأشكال". وأكد أن الكتاب، بأسلوبه "الرقيق، خفيف اللمسة، الحداثي والشعري"، يبتعد بقدر الإمكان عن نثر تولستوي.